# Onno Reint van Andringa de Kempenaer
Onno Reint van Andringa de Kempenaer (Groningen, 1 juli 1801 - Bad Neuenahr, Duitsland, 8 augustus 1868) was een Nederlands bestuurder.

## Biografie
De Kempenaer was een zoon van Antoon Anne van Andringa de Kempenaer (1777–1825), grietman van Lemsterland, en Anna Maria Catharina Alberda van Ekenstein (1779-1854). Hij is een telg uit het geslacht Van Andringa de Kempenaer en werd vernoemd naar zijn grootvader Onno Reint Alberda van Ekenstein.
In 1818 werd hij ingeschreven als student aan het Rijksathenaeum te Franeker. Hierna werd hij in 1820 ingeschreven als student rechten aan de universiteit van Leiden waar hij in 1824 promoveerde. Hij vestigde zich als advocaat in Lemmer. Naast dat hij in 1824 lid van Provinciale Staten van Friesland was geworden, volgde hij in 1825 zijn vader op als grietman van Lemsterland. In 1830 verwisselde hij het grietmanschap van Lemsterland met dat van Rauwerderhem. De Kempenaer vestigde zich in Irnsum waar hij het landgoed Schoonzicht liet bouwen. Ter plaatse verrees later de Marcuskerk van Irnsum. Voor de tuinaanleg werd Lucas Pieters Roodbaard ingeschakeld. In 1845 verhuisde hij naar Oudeschoot waar hij het landgoed Jagtlust had gekocht. Ook hier werd de tuinaanleg verzorgd door Roodbaard. In 1855 verhuisde hij naar Echten.
De Kempenaer was nauw betrokken bij de modernisering van de landbouw. Hiertoe liet hij rond 1858 te Rottum twee boerderijen bouwen met een verbeterde Hollandse stal. Hiervoor kocht hij twee boerderijen van Pieter Cats, voormalig schoonvader van zijn vrouw. Ook adviseerde hij Jan Bieruma Oosting, kleinzoon van Pieter Cats, bij de bouw van een andere moderne boerderij, de Oranjehoeve te Oudeschoot. Daarnaast was hij betrokken bij de vervening rond Munnekeburen. Deze onderneming zou hij nalaten aan zijn stiefzoon Pieter Heringa Cats.

## Huwelijken
De Kempenaer trouwde op 18 november 1829 te Leeuwarden met Richtje Johanna Gosliga, dochter van Pier Gosliga, raadsheer aan het Hof van Friesland, en weduwe van Adrianus Heringa Cats. Na haar overlijden hertrouwde hij op 21 oktober 1858 met Maria Henrica Poelman. Beide huwelijken bleven kinderloos.